# Marty Conlon
Pour les articles homonymes, voir Conlon.
Martin McBride « Marty » Conlon, né le 19 janvier 1968 dans le Bronx, à New York, est un ancien joueur américano-irlandais de basket-ball. Il évolue aux postes d'ailier fort et de pivot.